# Симонен, Альбер
Альбер Симонен (фр. Albert Simonin, 18 апреля 1905, XVIII округ Парижа — 15 февраля 1980, XV округ Парижа) — французский писатель и сценарист. 
Родился в квартале Ла Шапель 18-го округа Парижа. Его отец был флористом. Альбер осиротел в 16 лет. Его роман «Не тронь добычу» (Touchez Pas au Grisbi) с участием парижского гангстера Макса ле Ментера был превращён в фильм с Жаном Габеном в главной роли, который считается классическим образцом французского нуара. Симонен стал соавтором сценария фильма.

## Избранная фильмография
- Не тронь добычу (1954)
- Цена любви[англ.] (1955)
- Короткий ум (1956)
- Пороховой огонь[англ.] (1957)
- Любой может убить меня[англ.] (1957)
- Пуля в стволе пистолета[англ.] (1958)
- Месть простофиль (1961)
- Джентльмен из Эпсома (1962)
- Мелодия из подвала, основан на романе Зекиал Марко[англ.] (1963)
- Дядюшки-гангстеры (1963)
- Мышь среди мужчин, основан на романе Франсиса Рика[англ.] (1964)
- Барбузы — секретные агенты (1964)
- Метаморфозы мокриц[англ.], основан на романе Альфонса Будара[англ.] (1965)
- Паша[англ.], основан на романе Жана Лаборда (1968)